# Roomkleurige vedermot
De roomkleurige vedermot (Hellinsia didactylites) is een vlinder uit de familie vedermotten (Pterophoridae). De wetenschappelijke naam is voor het eerst geldig gepubliceerd in 1783 door Strom.
De soort komt voor in Europa.